# إقليم لابي (السويد)

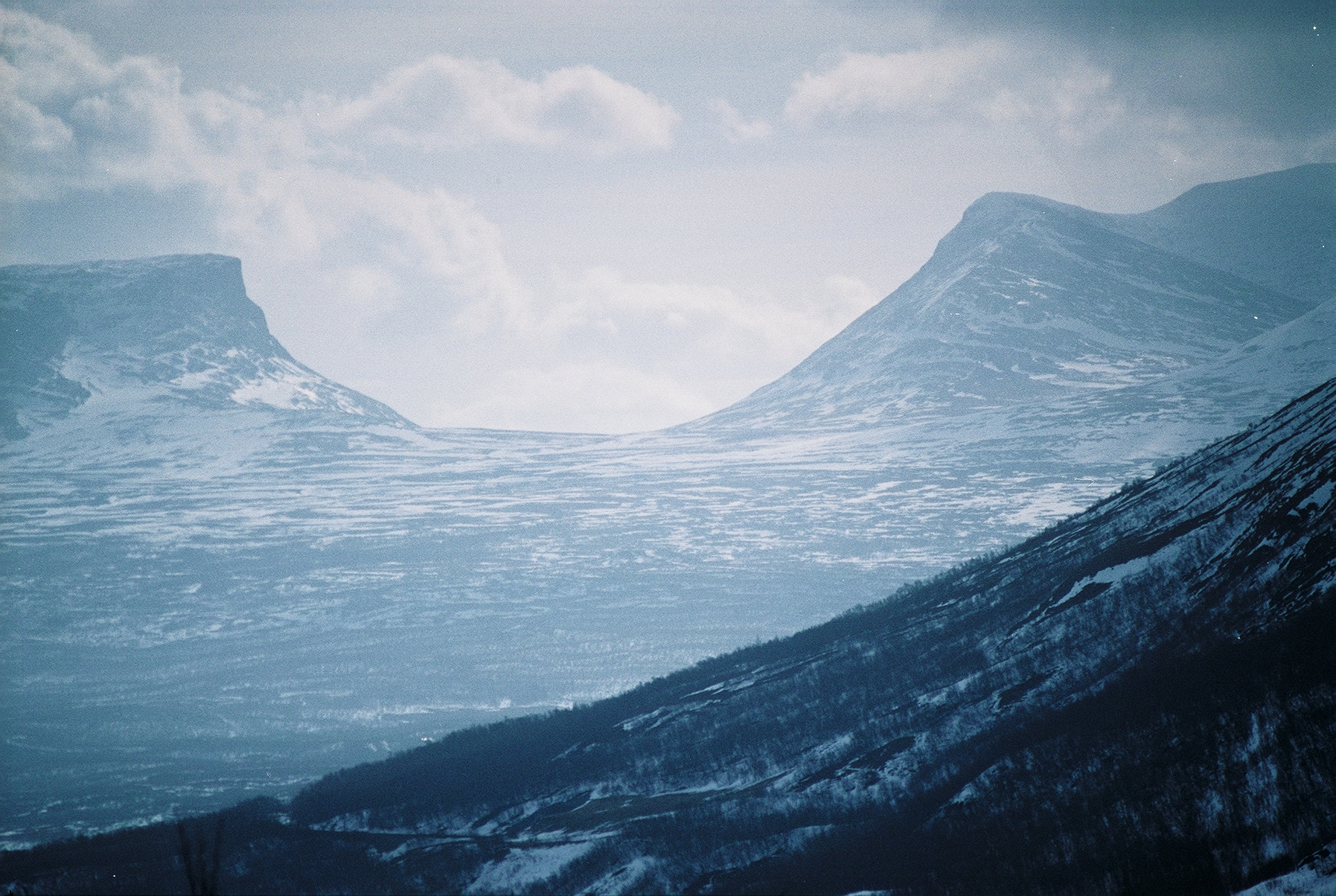
جبل لابورتين

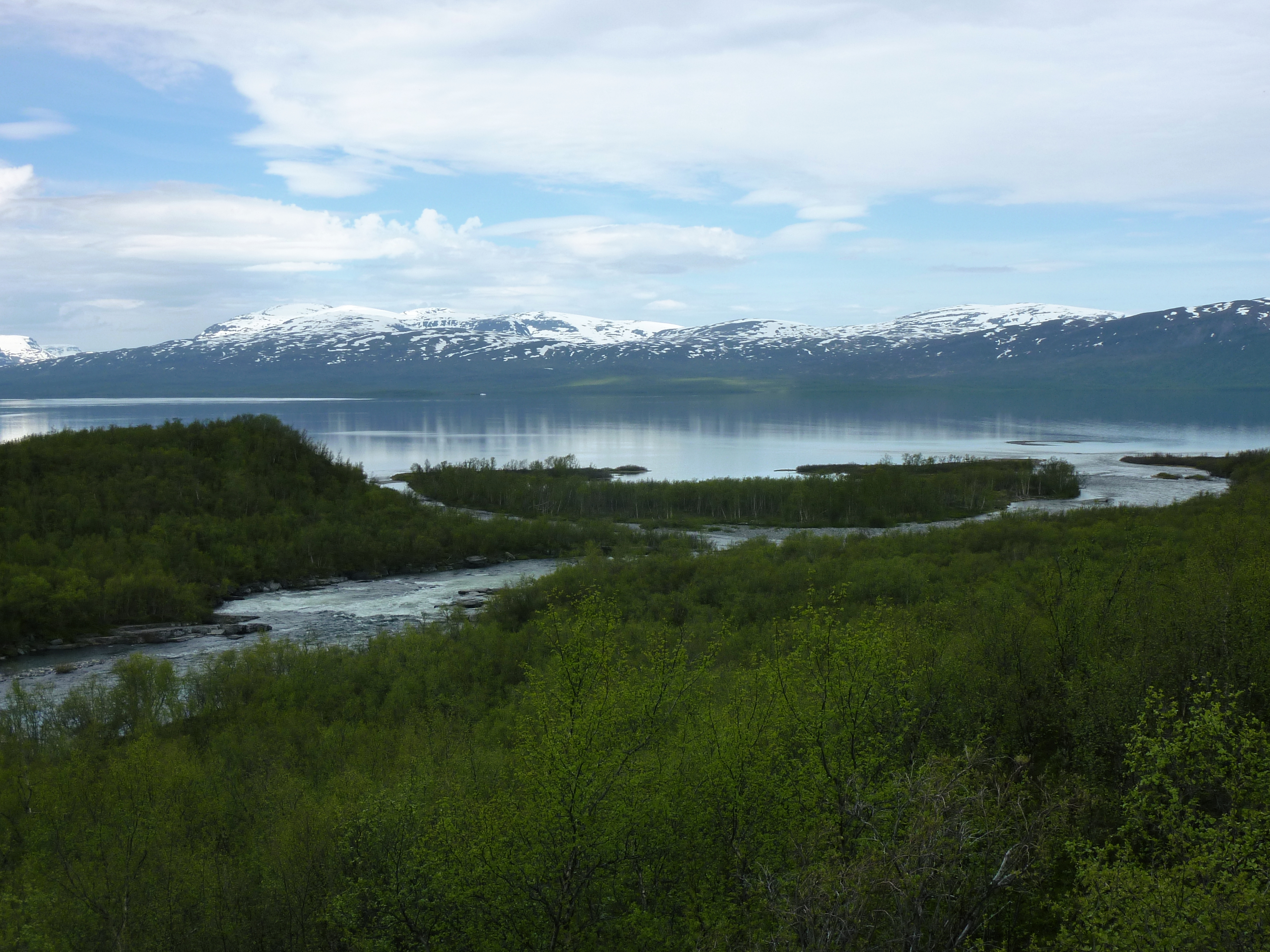
Abiskojåkka نهر وTorneträsk بحيرة

لابلاند، غالباً ما يلفظ بالإنجليزية Lapland ((بالسويدية: Lappland)‏، لغة لاتينية: لابونيا)، وهو إقليم يقع أقصى شمال السويد. يحده جيمتلاند، أونغيرمانلاند، فيستربوتين، نوربوتين، النرويج وفنلندا. يغطي إقليم لابلاند حوالي ربع مساحة السويد.
امتدت مقاطعة لابلاند إلى الشرق. لكن عام 1809، ضمت الامبراطورية الروسية الجزء الشرقي من مملكة السويد وأنشأت دوقية فنلندا، وبالتالي فقد قسمت لابلاند إلى قسمين: سويدي وفنلندي، ولا تزال هذه الأقاليم موجودة إلى الآن.

## السكان
في 31 ديسمبر 2009، بلغ عدد سكان إقليم لابي (السويد) 94350 نسمة. أما مجموع السكان باحتساب لابلاند التاريخية فيبلغ حوالي 125000 نسمة، أكبر المدن هي كيرونا (قالب:Lang-sme، (بالفنلندية: كيرونا)‏) ويبلغ عدد سكانها 18154 نسمة.